# فرار (فیلم ۱۹۸۴)
فرار (به انگلیسی: Runaway) فیلمی محصول سال ۱۹۸۴ و به کارگردانی مایکل کرایتون است. در این فیلم بازیگرانی همچون تام سلک، سینتیا رودس، جن سیمونز، کرستی الی، استن شو، جرج ویلیام بیلی، جوئی کرامر، کریس مالکی، مایکل پال چان، ببز چولا، آن-ماری مارتین و مریلین شرفلر ایفای نقش کرده‌اند.